# Porcellionides minutissimus
Porcellionides minutissimus is een pissebed uit de familie Porcellionidae. De wetenschappelijke naam van de soort is voor het eerst geldig gepubliceerd in 1918 door David R. Boone.